# Раема Ліса Румбевас
Раема Ліса Румбевас (10 вересня 1980 — 14 січня 2024) — індонезійська важкоатлетка.
Срібна призерка Олімпійських Ігор 2000 (48 кг), 2004 (53 кг) років, бронзова призерка 2008 року в категорії 53 кг.
Бронзова призерка Азійських ігор 2002 року в категорії 48 кг.
Срібна призерка Чемпіонату світу 2006 року в категорії 53 кг.
Переможниця Ігор Південно-Східної Азії 2009 року, срібна призерка 2005 року, бронзова призерка 2003 року.